# Johanneskirche (Bischofszell)

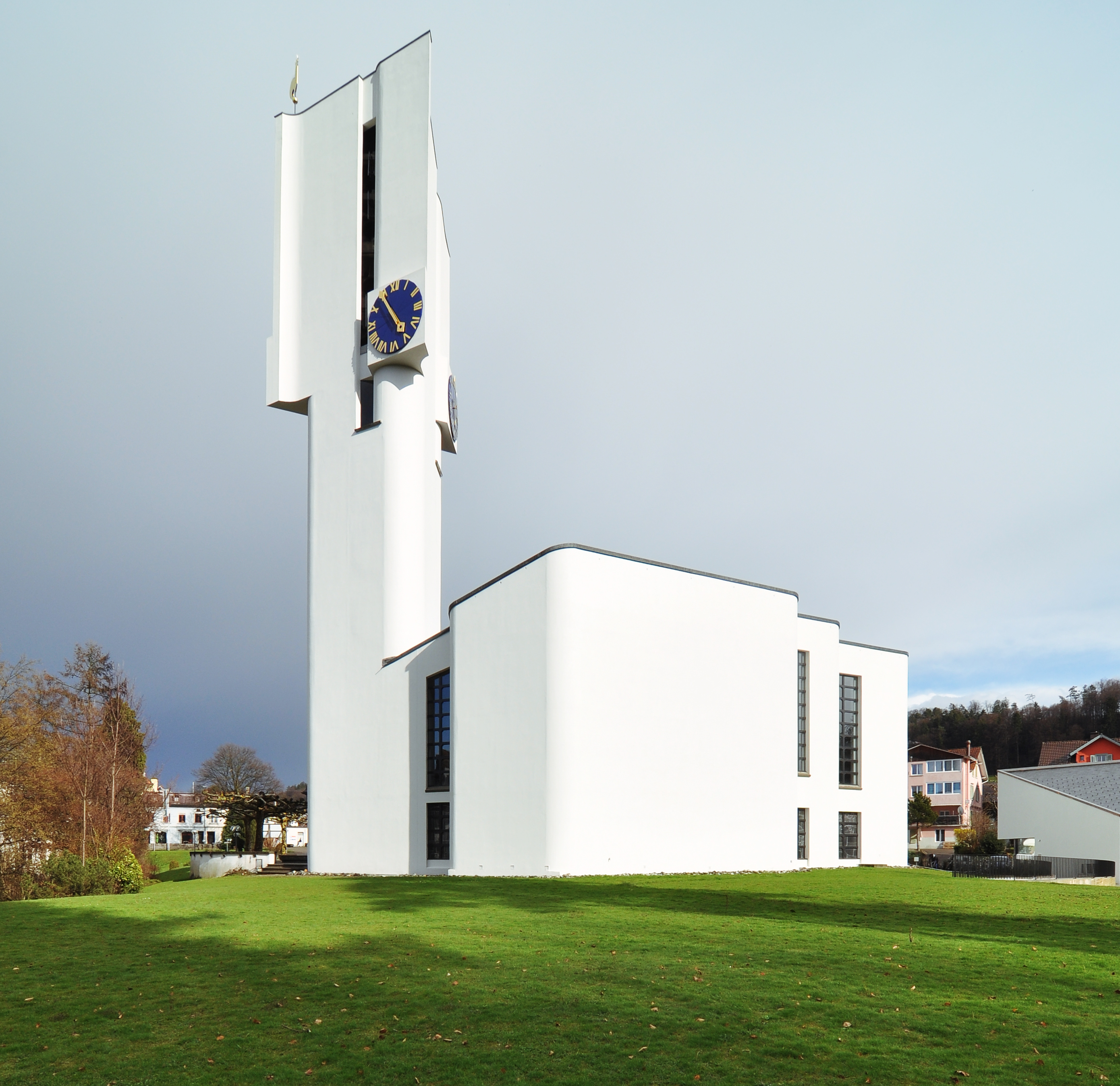
Evangelische Johanneskirche Bischofszell

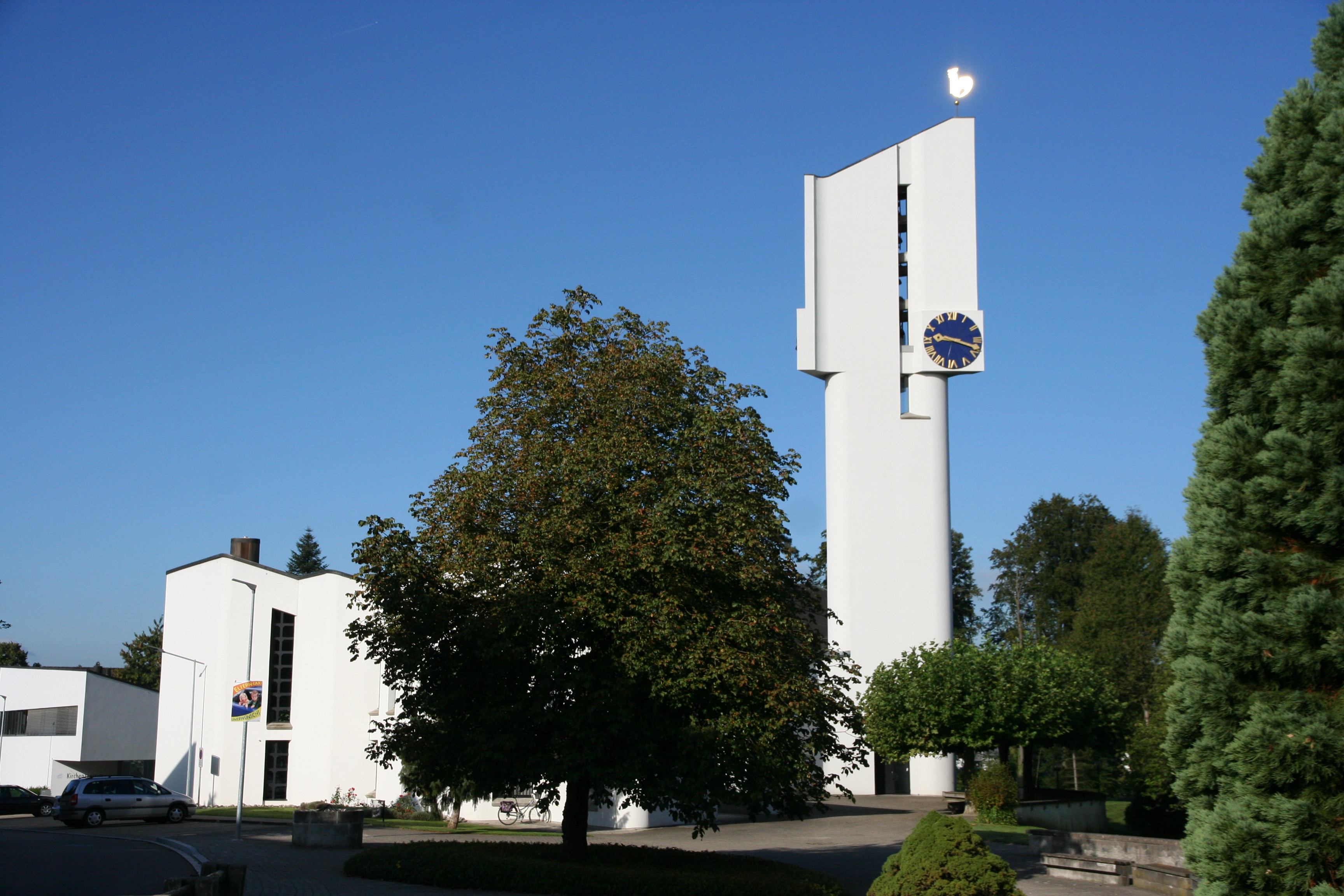
Ansicht von Osten

Die Johanneskirche ist die evangelisch-reformierte Kirche von Bischofszell im Kanton Thurgau.

## Geschichte

### Vorgeschichte und Namensgebung
Nachdem die Region um Bischofszell im 6. oder 7. Jahrhundert besiedelt worden war, dürfte der Bischof von Konstanz, Salomo I. (838–871) oder Salomo III. (890–919), das Chorherrenstift St. Pelagius errichtet haben. Die Ortsbezeichnung Bischoffescella wird jedoch erstmals erst in einer Urkunde vom 15. November 1155 erwähnt. 1460 kam Bischofszell unter die Herrschaft der Eidgenossen, ohne dass der Konstanzer Bischof seine Herrschaftsansprüche aufgegeben hätte. 1529 wurde die Reformation in Bischofszell unter dem Einfluss von Johannes Zwick durchgeführt. Die Stadtkirche wurde fortan für reformierte Gottesdienste verwendet. Als Folge des Zweiten Kappelerkriegs wurde zwei Jahre später bestimmt, dass die katholisch Gebliebenen das Recht bekamen, die Kirche mitzubenützen. Nach dem Zweiten Villmergerkrieg wurden im Diessenhofener Traktat die Rechte und Pflichten am paritätischen Besitztum festgelegt. Die paritätische Nutzung der historischen Kirche von Bischofszell blieb bis in die 1960er Jahre bestehen.
Evangelisch-reformierte Kirchen tragen in der Deutschschweiz meist nur einen Namen aus historischen Gründen. Die Johanneskirche Bischofszell bildet eine Ausnahme. Ihre Widmung bezieht sich auf die biblischen Namensträger: den Evangelisten Johannes, den Lieblingsjünger Jesu sowie den Autor der Offenbarung.

### Entstehungs- und Baugeschichte
Als sich in den 1960er Jahren abzeichnete, dass die paritätische Kirche saniert werden musste, überlegten sich Katholiken und Reformierte, das paritätische Verhältnis aufzulösen. Nachdem ein Industrieller den Nagelpark der evangelischen Gemeinde für den Neubau einer eigenen Kirche überlassen hatte, erfolgte in den Jahren 1968–1969 der Bau der Johanneskirche nach den Plänen des Zürcher Architekten Benedikt Huber.

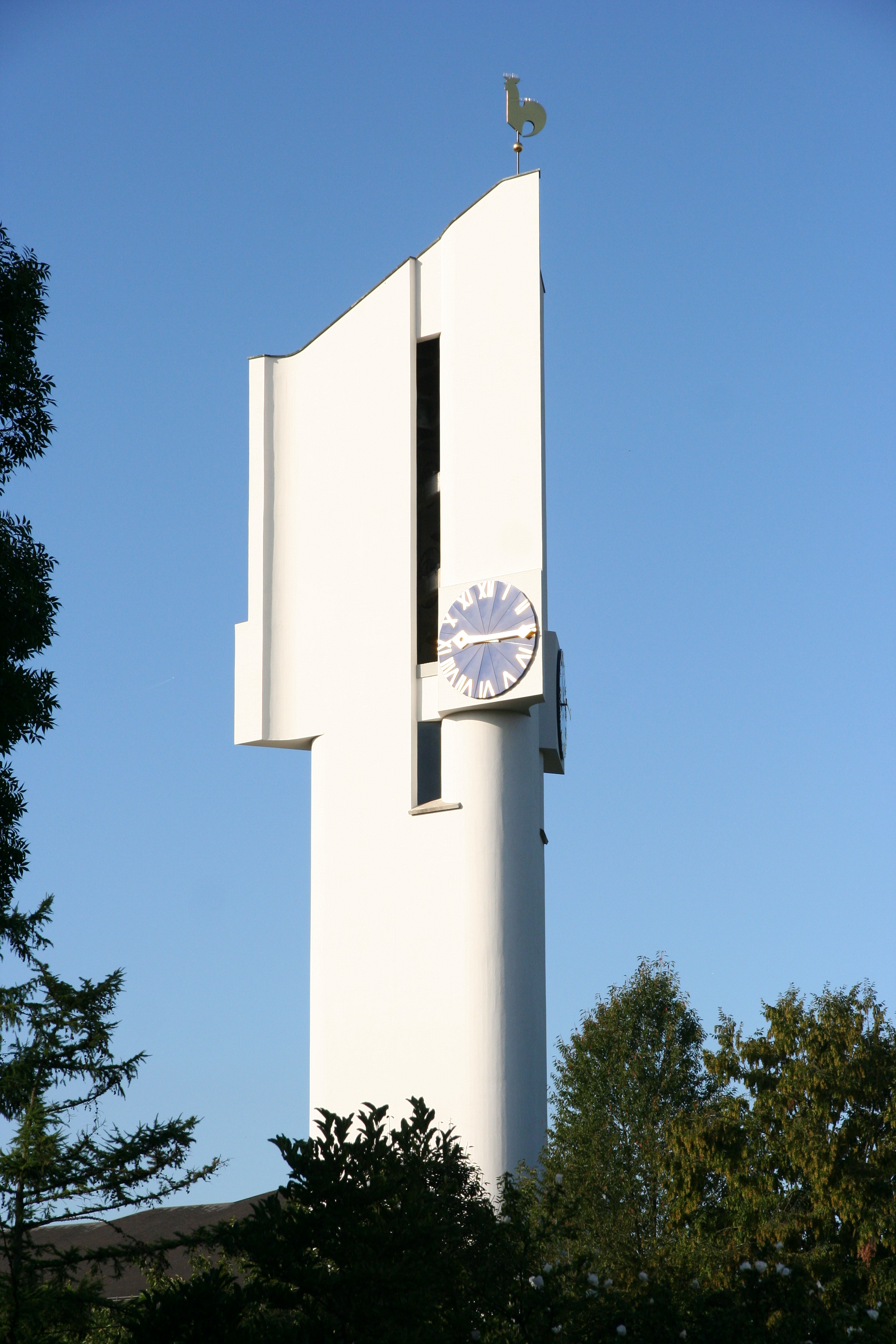
Glockenstube

## Baubeschreibung

### Äusseres und Glocken
Die Kirche befindet sich im Zentrum von Bischofszell am Rande der Altstadt an der Alten Niederbürerstrasse 2. Das polygonale Kirchengebäude samt Gemeinderäumen wird von einem weithin sichtbaren Kirchturm überragt, auf dessen Spitze ein goldener Hahn angebracht ist. Der Hahn wurde vom Bildhauer Hans Purtschert aus Zürich gestaltet.
In der Glockenstube befindet sich ein sechsstimmiges Geläut, das am 8. März 1968 von der Giesserei H. Rüetschi in Aarau gefertigt wurde. Am 31. August kamen die Glocken in Bischofszell an. Am 2. September wurden die Glocken durch die Schuljugend in den Turm aufgezogen.
| Nummer | Gewicht | Ton | Widmung  | Symbol              | Inschrift                                                                                 |
| ------ | ------- | --- | -------- | ------------------- | ----------------------------------------------------------------------------------------- |
| 1      | 3524 kg | B   | Christus | Alpha und Omega     | «Denn ich bin das A und O, der Anfang und das Ziel» (Offb 21,6)                           |
| 2      | 2093 kg | des | Matthäus | Engel               | «Mir ist gegeben alle Gewalt im Himmel und auf Erden» (Mt 28,18)                          |
| 3      | 1516 kg | es  | Markus   | Löwe                | «Sehet zu, wachet! Denn ihr wisst nicht, wann die Zeit da ist» (Mk 13,33)                 |
| 4      | 859 kg  | ges | Lukas    | Stier               | «Ehre sei Gott in den Höhen und Frieden auf Erden» (Lk 2, 14)                             |
| 5      | 628 kg  | as  | Johannes | Adler               | «In der Welt habt ihr Angst, aber seid getrost, ich habe die Welt überwunden» (Joh 16,22) |
| 6      | 432 kg  | b   | Petrus   | Schlüssel und Fisch | «Ihr aber seid das auserwählte Geschlecht» (1 Petr. 2,9)                                  |

Für den Innenhof gestaltete Franz Purtschert eine Kreuz-Plastik, die den Zugang zur Kirche markiert und auf die Erlösung der Menschen durch das Kreuz Christi verweist. Vom selben Künstler ist die Gestaltung des Hauptportals, das mit blauen Emailplatten belegt ist. Auf dem Portal ist der Anfang des Johannes-Evangeliums zu lesen: «Im Anfang war das Wort, und das Wort war bei Gott, und das Wort war Gott, und das Wort ward Fleisch und wohnte unter uns.» Zwischen dem Hauptportal und dem Seiteneingang unter dem Kirchturm befindet sich der Grundstein der Kirche. Er trägt die Inschrift: «Die evangelische Kirchgemeinde Bischofszell-Hauptwil setzte 1967 den Grundstein zu ihrer Kirche. Ein anderes Fundament kann niemand legen als das, das schon gelegt ist: Jesus Christus selbst» (1 Kor 3,11).

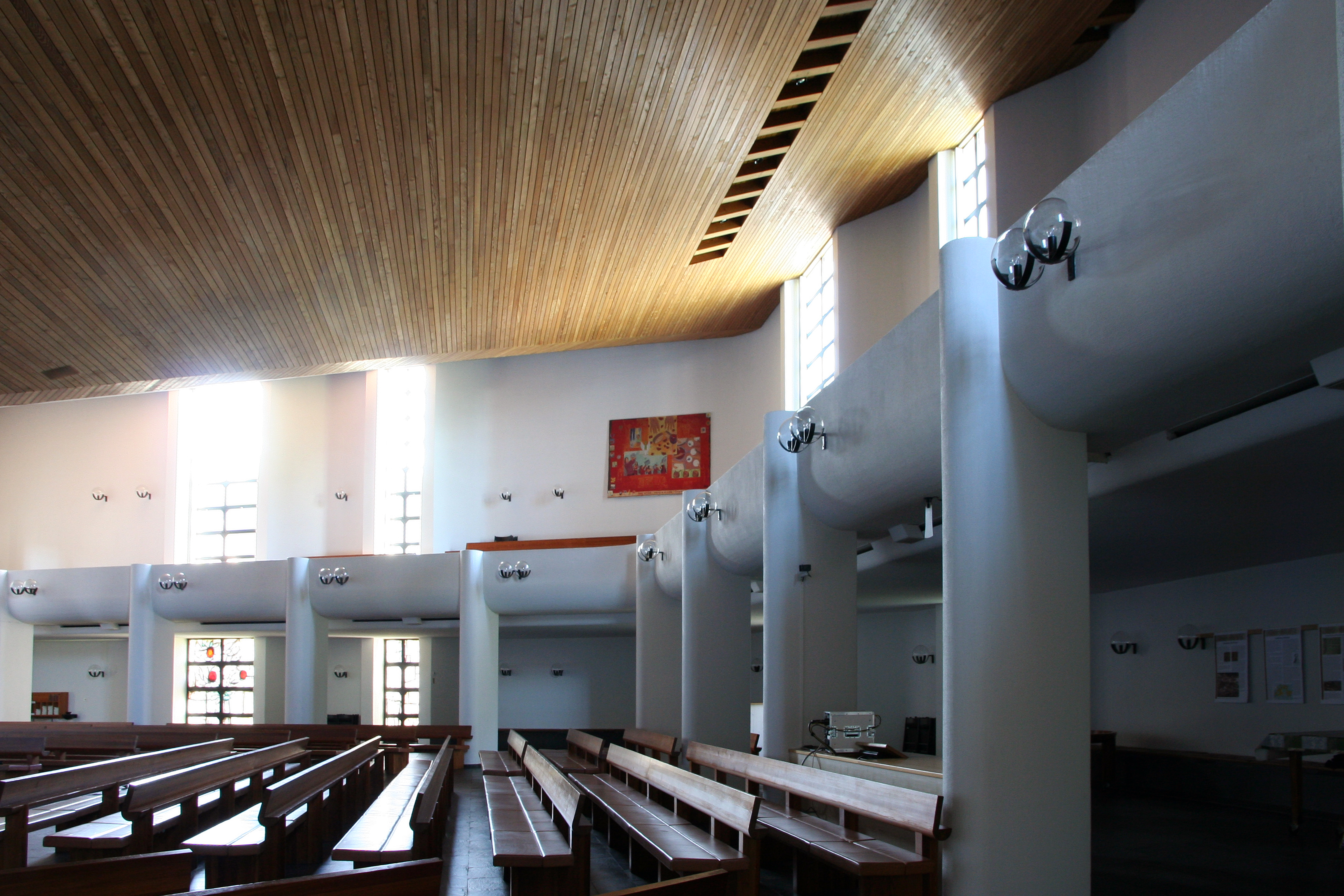
Innenansicht

### Innenraum und künstlerische Ausstattung
Durch ein Foyer gelangt der Besucher in das Innere der Kirche. Der polygonale Raum besitzt den Grundriss einer Hand und ist auf die Kanzel ausgerichtet. Auf der Westseite des Raumes läuft eine Empore der Wand entlang. Ein Pultdach, dessen höchster Punkt über der Empore liegt, senkt sich zur Kanzel hin. Kanzel und Taufstein wurden zusammen mit dem Relief links neben der Kanzel als plastische Einheit aus dem Mauerwerk ausgeformt. Das Relief scheint die Mauer aufzubrechen und verweist auf den Satz von Jesus Christus aus dem Johannesevangelium: «Ich bin die Tür.» Geschaffen wurden diese Elemente von Peter Meister aus Zürich. Martha Huber gestaltete den Abendmahlstisch nicht als Altar, sondern als Esstisch aus massivem Holz. Mit seinen runden Formen nimmt er Bezug auf die Kirchenbänke und auf die Ausformung der Kanzel und schafft dadurch eine Verbindung zwischen der Gemeinde und dem Pfarrer. Gian Casty aus Zuoz/Basel schuf die fünf Glasbilder, die auf Themen der Offenbarung Bezug nehmen:

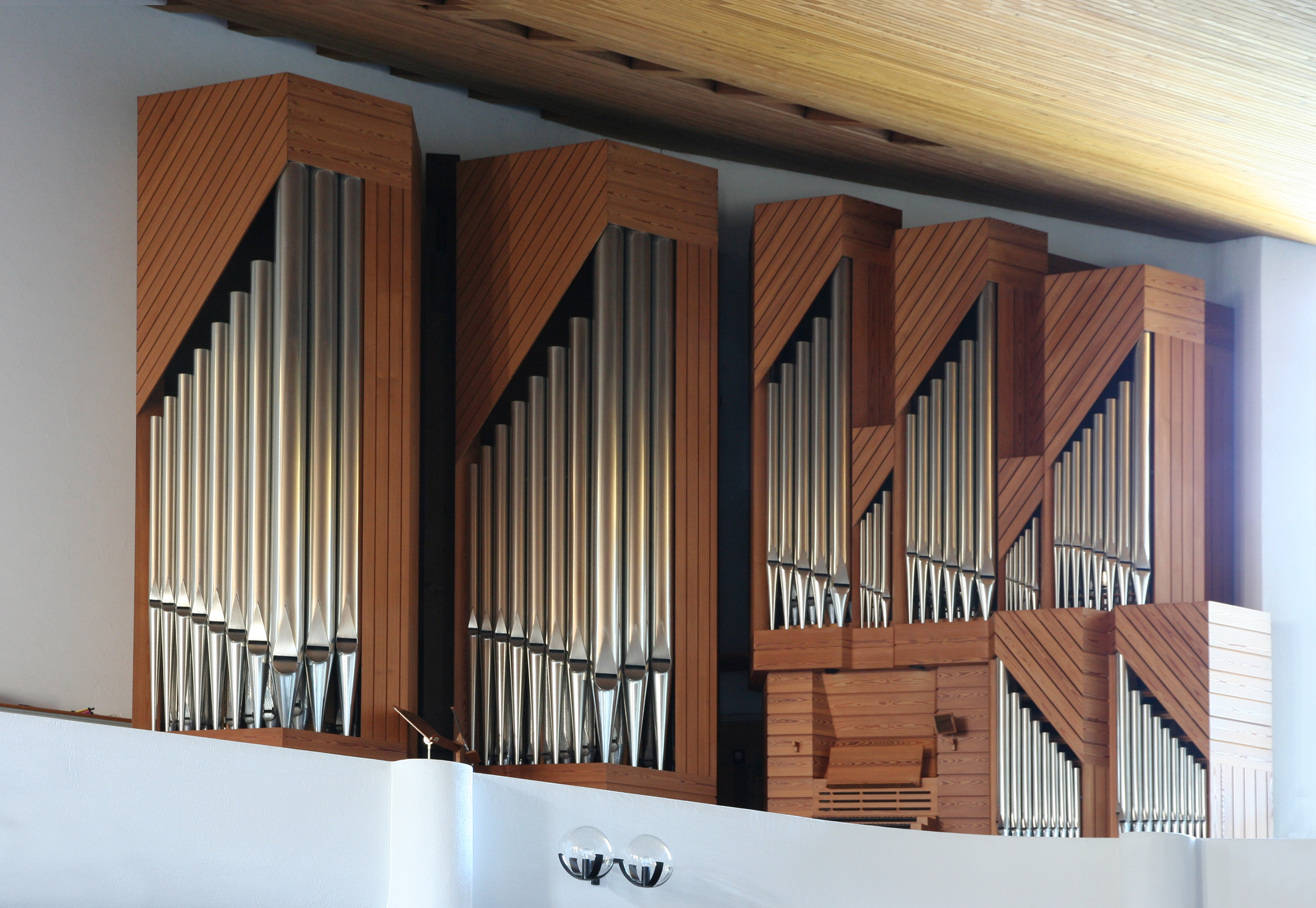
Kuhn-Orgel von 1974

| Nummer | Motiv                     | Bibelwort |
| ------ | ------------------------- | --- |
| 1      | Baum des Lebens           | «Wer überwindet, dem will ich zu essen geben vom Baum des Lebens, der im Paradiese ist.» (Offb 2,7)                                                                                            |
| 2      | Die Engel                 | «Und ich sah einen Engel, der ein ewiges Evangelium an die Bewohner der Erde und an alle Nationen und Stämme und Sprachen und Völker zu verkündigen hatte.» (Offb 14,6)                        |
| 3      | Die sieben Sterne         | «Dies sagt der, welcher die sieben Sterne in seiner Rechten hält.» (Offb 2,1) |
| 4      | Der Reiter                | «Und ich schaute auf; und siehe da, ein weisses Pferd und der, der darauf sass, hatte einen Bogen; und es wurde ihm ein Kranz gegeben, und er zog aus als Sieger und um zu siegen.» (Offb 6,2) |
| 5      | Der siebenarmige Leuchter | «Und als ich mich umwandte, sah ich sieben grosse Leuchter.» (Offb 1, 12) |

### Orgel
1974 erbaute die Firma Th. Kuhn aus Männedorf die Orgel der Johanneskirche. Der Prospekt wurde nach Entwürfen des Architekten Benedikt Huber ausgeführt. Viktor Schlatter und Emil Heer waren die Berater. Die Einzelwerke Pedal, Hauptwerk und Positiv sind an der Prospektgliederung klar ablesbar. Links erheben sich die beiden Pedaltürme, über dem Spieltisch ist das Hauptwerk aufgebaut, das Positiv steht auf der rechten Seite.
Das Schleifladen-Instrument mit mechanischer Spiel- und elektrischer Registertraktur hat folgende Disposition:
| I Hauptwerk C–g3 |       |
| Quintatön        | 16′   |
| Principal        | 8′    |
| Gedackt          | 8′    |
| Octave           | 4′    |
| Nachthorn        | 4′    |
| Quinte           | 2 ⁄3′ |
| Superoctave      | 2′    |
| Mixtur IV        | 1 ⁄3′ |
| Trompete         | 8′    |

| II Schwellwerk C–g3 |       |
| Rohrgedackt         | 8′    |
| Gemshorn            | 8′    |
| Principal           | 4′    |
| Rohrflöte           | 4′    |
| Spitzflöte          | 2′    |
| Larigot             | 1 ⁄3′ |
| Zimbel III          | 1⁄2′  |
| Cornett II–III      | 2 ⁄3′ |
| Krummhorn           | 8′    |
| Tremulant           |       |

| Pedalwerk C–f1 |       |
| Praestant      | 16′   |
| Subbass        | 16′   |
| Octavbass      | 8′    |
| Gedecktpommer  | 8′    |
| Choralbass     | 4′    |
| Mixtur IV      | 2 ⁄3′ |
| Fagott         | 16′   |
| Zinke          | 8′    |

- Koppeln: II/I, I/P, II/P
- Spielhilfen: 3 feste (F, T, TT) und 2 freie Kombinationen, 2 Absteller